# 大島丸 (初代)
| 大島丸         | 大島丸                               | 大島丸                               |
| -------------- | ------------------------------------ | ------------------------------------ |
| 画像提供依頼   |                                      |                                      |
|                |                                      |                                      |
| 概歴           |                                      |                                      |
| 建造所         | 大阪造船所                           | 大阪造船所                           |
| 起工           | 1961年（昭和36年）1月18日            | 1961年（昭和36年）1月18日            |
| 進水           | 1961年（昭和36年）4月7日             | 1961年（昭和36年）4月7日             |
| 竣工           | 1961年（昭和36年）6月2日             | 1961年（昭和36年）6月2日             |
| 就航           | 1961年（昭和36年）6月10日            | 1961年（昭和36年）6月10日            |
| 終航           | 1976年（昭和51年）7月4日             | 1976年（昭和51年）7月4日             |
| 要目（新造時） |                                      |                                      |
| 船種           | 自動車航送兼旅客船                   | 自動車航送兼旅客船                   |
| 総トン数       | 257.99トン                           | 257.99トン                           |
| 全長           | 33.40m                               | 33.40m                               |
| 垂線間長       | 30.80m                               | 30.80m                               |
| 幅（型）       | 9.30m                                | 9.30m                                |
| 深さ（型）     | 2.90m                                | 2.90m                                |
| 満載喫水       | 2.00m                                | 2.00m                                |
| 主機械（台数） | 新潟M6F26BR（1）                     | 新潟M6F26BR（1）                     |
| 公試最大出力   | 358軸馬力                            | 358軸馬力                            |
| 定格出力       | 350制動馬力                          | 350制動馬力                          |
| 公試最大速力   | 11.135ノット                         | 11.135ノット                         |
| 航海速力       | 大島航路8.5ノット 仁堀航路10.0ノット | 大島航路8.5ノット 仁堀航路10.0ノット |
| 旅客定員       | 450名（自動車非搭載時550名）         | 450名（自動車非搭載時550名）         |
| 車両積載数     | 5トン積みトラック1台                 | 5トン積みトラック1台                 |
| 船名符字       | 7JMD                                 |                                      |
| 姉妹船         | なし                                 |                                      |

大島丸（おおしままる）は、山陽本線 大畠駅 と屋代島（周防大島） の小松港を結ぶ国鉄 大島航路に就航していた客貨船で、後に仁堀航路に転属し、安芸丸（初代）と改称された。
大島航路に就航した大島丸は3隻あったが、本船は初代である。

## 概略
もともと山口県営であった大島航路は、1946年（昭和21年）4月に国鉄 の前身の運輸省鉄道総局に移管された。
移管当初は、県営時代からの焼玉エンジンの木造ポンポン船　山口丸、第二山口丸（いずれも38総トン）が使用されたが、老朽化のため、1948年（昭和23年）11月から、旧海軍の魚雷運搬船改造の客船五十鈴丸（153総トン）、玉川丸（147総トン）を就航させ代替した。また同年からの屋代島（周防大島） 島内での国鉄バス営業開始に伴い、1950年（昭和25年）10月には、旧海軍上陸用舟艇型運貨船改造の五月丸（22総トン）を就航させ、修理や新旧交代時のバスやトラック限定での運搬を開始し、1954年（昭和29年）7月からは自動車航送が行われていた。これら各船の老朽代替で、大島連絡船としては初の新造船となったのが大島丸であった。
大島丸計画時当時の青函、宇高両航路の主力連絡船は、終戦前後の混乱期に建造された質の良くない船で、これらの代替となる次世代連絡船の大量建造が目前に迫っていた。当時の日本では、可変ピッチプロペラは、負荷変動の激しい底引き漁船や曳船に使用される特殊なプロペラとして、未だ一般船舶へは普及していなかったが、その操縦性の良さに着目した国鉄は、次世代連絡船への採用も視野に入れ、その直進性や燃料消費の検証も兼ねて、大島丸に国鉄初となる可変ピッチプロペラを採用した。
定格出力350制動馬力、毎分380回転の主機械は主軸直結で、可変ピッチプロペラは3翼組み立て式で直径1.6mの 川崎 エッシャーウイス式であった。　操舵室の操舵スタンド右側面に前後に動かす主操縦レバーが設置されたほか、離着岸時に操舵室右舷端で船長が直接扱うことができる補助操縦レバーも設置されていた。
大島丸は1961年（昭和36年）6月2日に大阪造船所で竣工し、同年6月10日に就航した。450名の旅客と5トン積みトラック1台積載可能で、自動車積載ない場合の旅客定員は550名あった。自動車は上甲板中央部舷側から乗入れて横積みとし、自動車積載場の前後の上甲板と、自動車積載場の前の客室の1層下の3ヵ所に客室があり、更に、上甲板の後部客室の屋上が日除けつき展望席となっていた。
しかし、大島丸就航後、大島航路への自動車航送需要は急増し、競合する航路が自動車航送を開始したこともあり、自動車積載能力1台の大島丸では対応できなくなり、国鉄は4m自動車6台積載可能な小型カーフェリー周防丸（89.36総トン）を建造し、1964年（昭和39年）7月10日大島航路へ投入た。大島丸は 1964年（昭和39年）12月9日仁堀航路へ転属し、翌1965年（昭和40年）6月8日に安芸丸と改名し、同年7月1日から仁堀航路の自動車航送を開始した。1967年（昭和42年）には、船尾客室を撤去し自動車搭載場を拡張。2トン車8台に増強した。
ところが、古巣の大島航路は、もともと潮流の激しい大畠瀬戸を横断する難所であったが、大島大橋の建設進行に伴い、その橋脚で潮流は更に複雑になり、試運転最大速力9.02ノットの周防丸では、最大10ノットにも達する潮流に抗しきれなくなってきた。
このため、1975年（昭和50年）3月9日、大型バス6台または4メートル車24台積載できる本格的カーフェリーで、仁堀航路最初で最後となった新造船瀬戸丸（399.23総トン）にあとをゆだねて、安芸丸は周防丸代船として、かつての大島丸時代の就航地である大島航路に戻り、周防丸は引退した。
1976年（昭和51年）7月4日、大島大橋開通に伴う大島連絡船の廃止により終航し、1977年（昭和52年）に売却、笠戸船渠の従業員運搬船として1988年（昭和63年）頃まで在籍した。

## その他
- 晩年の大島航路は安芸丸（初代）と大島丸（3代目）が運航されていた。つまり、大島丸の初代と3代目が運航していたことになる。
- 大島丸（3代目）は後に安芸丸（2代目）に改称し、宮島航路に転属となる。つまり大島丸の初代と3代目は同じ安芸丸に改称したことになる。